# Zdradzeni
Zdradzeni (ang. Betrayed) – amerykańsko-japoński thriller z 1988 roku w reżyserii Costy-Gavrasa. Większość zdjęć kręcono w kanadyjskiej prowincji Alberta.

## Fabuła
Katie Phillips z FBI otrzymuje nowe zadanie – rozpracowanie grupy Ku-Klux-Klanu, podejrzewaną o morderstwa na tle rasowym. W tym celu otrzymuje nową tożsamość i jako Catherine Weaver pracuje jako nauczycielka w małym miasteczku w stanie Teksas. Tam poznaje Gary'ego Simmonsa, w którym się zakochała. Nie podejrzewa, że jest on szefem grupy, którą ma rozpracować.

## Główne role
- Debra Winger – Katie Phillips/Catherine Weaver
- Tom Berenger – Gary Simmons
- John Heard – Michael Carnes
- Betsy Blair – Gladys Simmons
- John Mahoney – Shorty
- Ted Levine – Wes
- Jeffrey DeMunn – Bobby Flynn
- Albert Hall – Al Sanders
- David Clennon – Jack Carpenter
- Robert Swan – Dean
- Richard Libertini – Sam Kraus
- Maria Valdez – Rachel Simmons
- Brian Bosak – Joey Simmons
- Alan Wilder – Duffin